# Villaverde Bajo-Cruce (métro de Madrid)
Villaverde Bajo-Cruce est une station de la ligne 3 du métro de Madrid en Espagne. Elle est située sous l'intersection entre l'avenue d'Andalousie et la route de Villaverde à Vallecas, connue sous le nom de Cruce de Villaverde, dans l'arrondissement de Villaverde.

## Situation sur le réseau
La station est située entre Ciudad de los Ángeles au nord, en direction de Moncloa, et San Cristóbal au sud, en direction de El Casar.
La station s'étend sur 108 m de longueur, pour une largeur maximale de 33,4 m et est située à une profondeur de 19 m. Elle se présente sur deux niveaux, le vestibule et les quais. Elle possède une voie dans chaque sens et deux quais latéraux.

## Histoire
La station est ouverte le 21 avril 2007, lors de la mise en service du prolongement de la ligne au sud de Legazpi jusqu'à Villaverde Alto.

## Services aux voyageurs

### Accès et accueil
L'accès à la station s'effectue par deux édicules entièrement vitrés de forme rectangulaire situés de chaque côté de l'avenue, équipés d'escaliers et d'escaliers mécaniques, auxquels s'ajoute un accès direct par ascenseur depuis l'extérieur.

### Intermodalité
La station s'accompagne d'une gare routière où s'effectue la correspondance avec les lignes d'autobus no 18, 22, 59, 79, 85, 116, 123, 130 et N13 du réseau EMT et avec les lignes d'autocars interurbains no 411, 412, 414, 415, 419, 421, 422, 423, 424, 426, 427, 429, 432, 447, 448, N401 et N402.